# Alter Markt 1–3 (Stralsund)
Das Haus mit der postalischen Adresse Alter Markt 3 (inkl. der Nr. 1 und 2) ist ein Gebäude im Stadtgebiet Altstadt der Stadt Stralsund am Alten Markt an der Ecke zur Külpstraße. Das Haus liegt im Kerngebiet des von der UNESCO als Weltkulturerbe anerkannten Stadtgebietes des Kulturgutes „Historische Altstädte Stralsund und Wismar“.

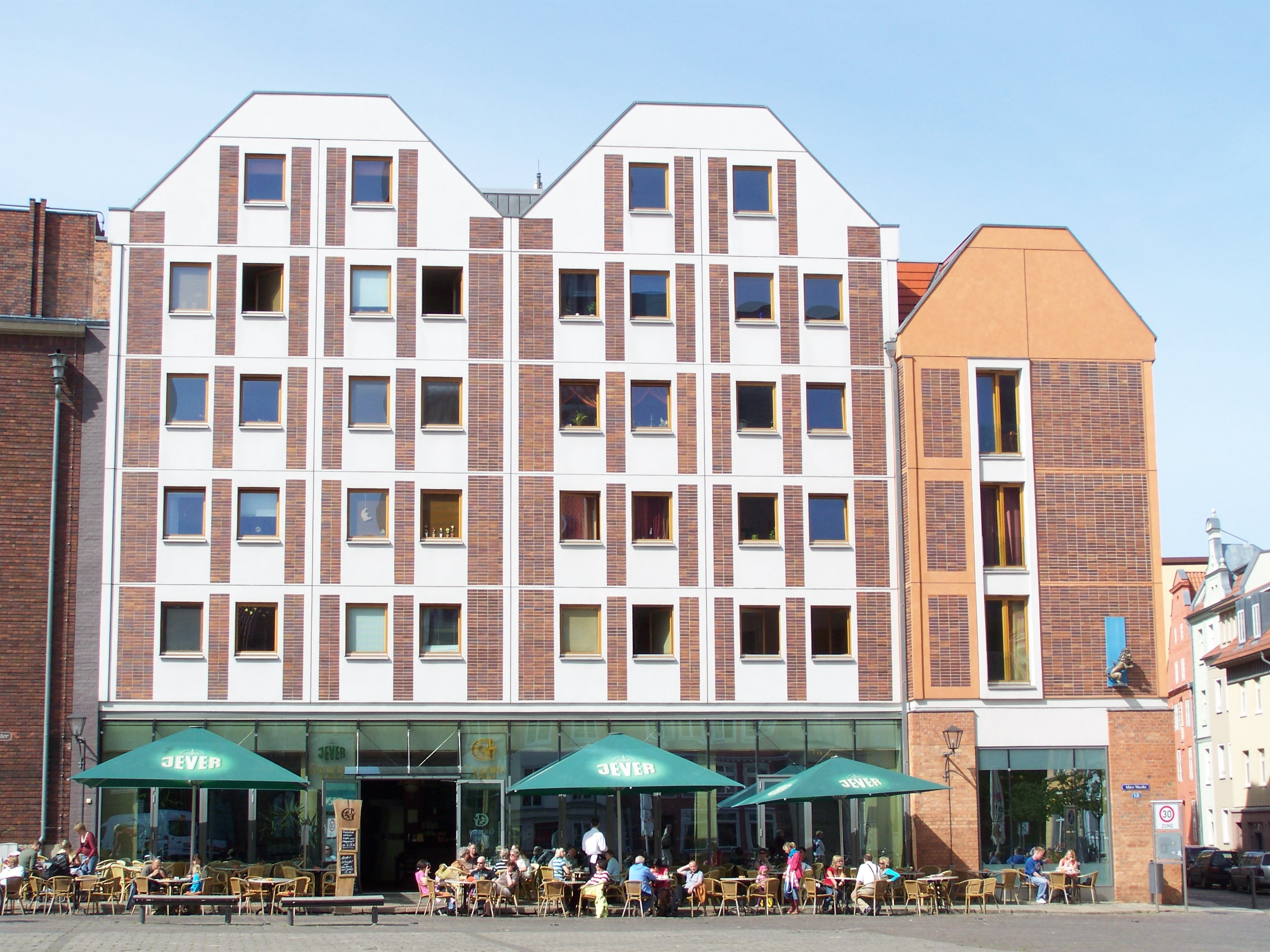
Das Haus Alter Markt 1–3 in Stralsund (2008)

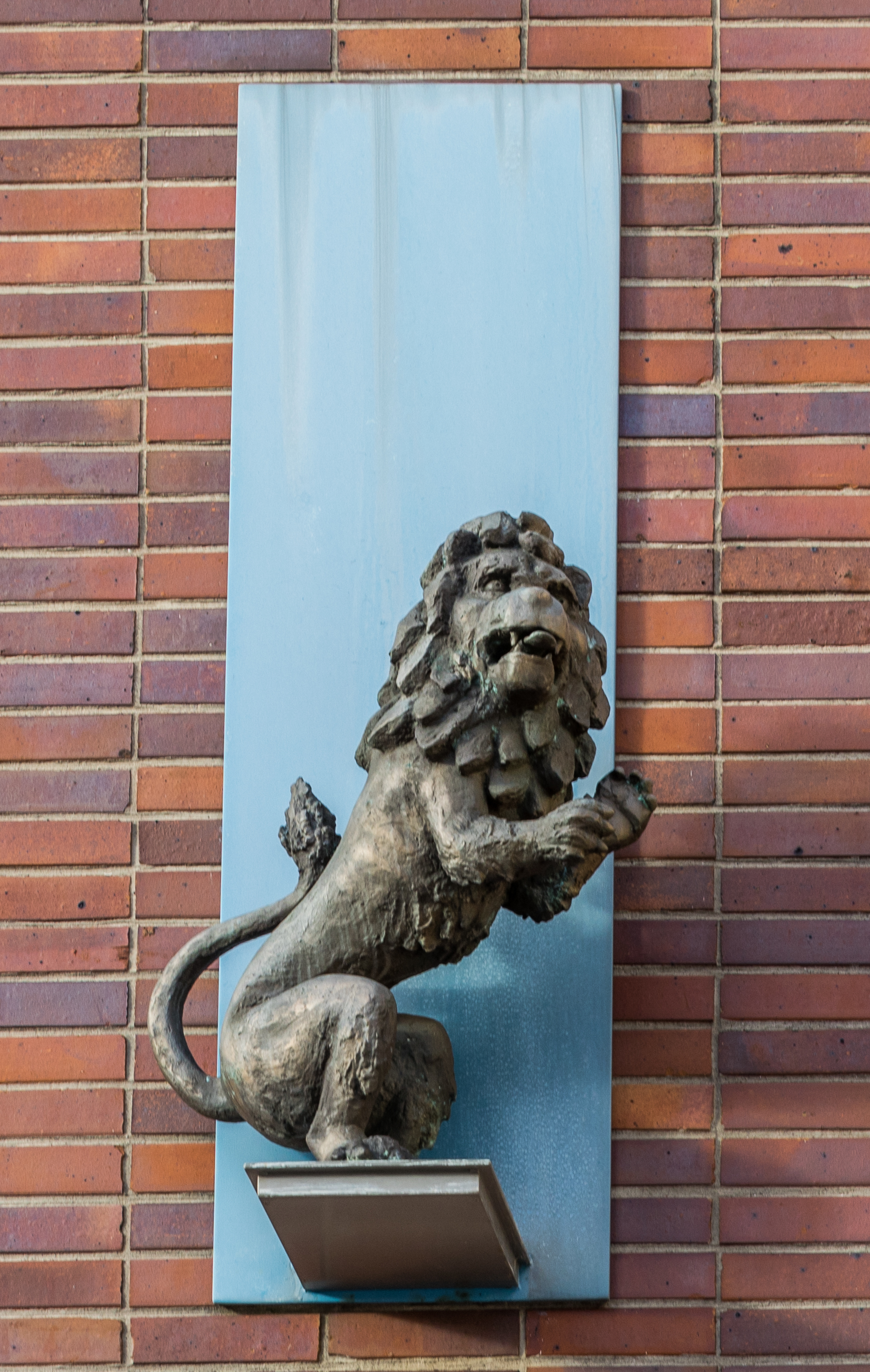
Löwenstatue am Eckgebäude, 2022

Der Vorgängerbau war das Hotel „Zum Goldenen Löwen“. Im Jahr 1860 erwarb Carl Giebel das Haus für 20.000 Reichstaler; er ließ es im Jahr 1863 um zwei Etagen aufstocken und den Vorbau abreißen. Im Jahr 1865 erwarb er auch das Nachbarhaus Alter Markt 2 und ließ die beiden Gebäude zusammenlegen und einen Balkon vorbauen. Im Jahr 1898 erwarb Carl Holm das Hotel und richtete zur Külpstraße hin eine Schankstelle ein. Er meldete im Jahr 1900 Insolvenz an; in den Folgejahren hatte das Hotel viele wechselnde Besitzer. Im Jahr 1937 wurde das Hotel durch den Neubau in der Külpstraße 13 erweitert; die Fassade wurde schlichter gestaltet.
Nach dem Zweiten Weltkrieg zunächst durch die Sowjetarmee beschlagnahmt, wurde das Hotel am 1. Juni 1949 wieder eröffnet.
Am 22. Juli 1982 wurden die Gebäude des Hotels „Zum Goldenen Löwen“ am Alten Markt 2–3, Alter Markt 1 und Külpstraße 14 und 15 in zwei Etappen gesprengt.
Die Grundsteinlegung für das heutige, vier- bis sechsgeschossige Gebäude, das in Plattenbauweise mit angedeuteten Giebeln errichtet wurde, war am 23. November 1983. Am 19. Januar 1985 wurden die ersten Wohnungen an die Mieter übergeben. In der unteren Etage befand sich ab dem 20. November 1984 der Jugendclub „Goldener Löwe“; der Name war eine Reminiszenz an den Vorgängerbau.
Nach einer umfangreichen Sanierung Anfang der 2000er Jahre wurde am 5. April 2003 das Restaurant „Goldener Löwe“ eröffnet. In den oberen Geschossen befinden sich Wohnungen.
Im Straßenpflaster vor dem Haus ist seit dem 25. August 2006 ein Stolperstein eingelassen, der an den ehemaligen Bewohner Karl Böhm erinnert, ein Kaufmann, der 1940 in Piasky ermordet wurde (siehe dazu Liste der Stolpersteine in Stralsund).